# Велики црноглави галеб
Велики црноглави галеб (лат. Ichthyaetus ichthyaetus), такође познат као Паласов галеб, је велика врста птице. Као што је случај са многим галебовима, традиционално се сврстава у род Larus.  Научно име потиче из старогрчког језика. Ichthyaetus потиче од речи ikhthus, „риба“, и aetos, „орао“.

## Распрострањеност
Ова врста се гнезди у колонијама у мочварама и на острвима од јужне Русије па све до Монголије. Миграторна је врста, зимује у источном Медитерану, Арабији и Индији. Овај галеб се гнезди на земљи, полажући између два и четири јаја.
У западној Европи се јавља само као луталица. У Великој Британији, недавно спроведени преглед је оставио једно појављивање из 1859. године као једини прихватљив запис о овој птици. Врста се такође јавља као луталица у различитим деловима Индијског океана, јужно од свог нормалног ареала, и дуж северне и источне обале Африке, где нередовно посећује сваке године.

## Опис
Ово је веома велики галеб, лако највећи црноглави галеб на свету и трећа највећа врста галеба на свету, после црног галеба (Larus marinus) и севеног галеба (Larus hyperboreus). Мери 55-72 цм дужине од 142-170 цм распон крила. Тежина може да варира од 0.96-2.1 кг, са просеком од 1.6 кг код мужјака и 1.22 кг код женки.  Међу стандардним мерама, тетива крила је 43.5-52 цм, кљун је 4.7-7,3 cm и тарзус је 6.5-8,4 cm. Летње одрасле јединке су непогрешиве за препознавање, јер ниједан други галеб ове величине нема црну капуљачу. Одрасле јединке имају сива крила и леђа, са упадљивим белим „огледалима“ на врховима крила. Ноге су жуте, а кљун је наранџасто-жут са црвеним врхом.
Код свих осталих врста перја, тамна маска кроз око указује на остатке капуљаче. Оглашавање је дубоки "aargh" крик. Младе птице прилично брзо достижу углавном сиве горње делове тела, али им је потребно четири године да достигну зрелост.

## Екологија
Ова птица има дубок, прилично назално оглашавање у лету који подсећа на зов мрког галеба. Иако су бучни у колонијама, велики црноглави галебови су углавном тихи током размножавања.
Ове птице су грабљивице, лове рибу, ракове, инсекте, па чак и мале сисаре.
Паласов галеб је једна од врста на коју се примењује Споразум о очувању афричко-евроазијских птица селица водених станишта (AEWA).

## Галерија
- у Качу
- Јаје, колекција Музеја Висбаден, Немачка
- Одрасла јединка са птићем, Калмикија, Русија .
- Младунац
- одрасла особа са младунцем, Румунија
- Прва зима у Индији